# Sphenometopa violae
Sphenometopa violae är en tvåvingeart som beskrevs av Henry J. Reinhard 1945. Sphenometopa violae ingår i släktet Sphenometopa och familjen köttflugor. Inga underarter finns listade i Catalogue of Life.